# Eschentzwiller
Eschentzwiller [ɛʃəntsvilɛʁ]  est une commune de la couronne périurbaine de Mulhouse située dans la circonscription administrative du Haut-Rhin et, depuis le 1er janvier 2021, dans le territoire de la Collectivité européenne d'Alsace, en région Grand Est.
Cette commune se trouve dans la région historique et culturelle d'Alsace et est membre de Mulhouse Alsace Agglomération.

## Géographie

### Localisation
Eschentzwiller se trouve à 6,5 km de la gare centrale, 5 km du quartier Rebberg et 7 km de l'hôpital du Moenschberg à Mulhouse, elle fait ainsi partie de l'agglomération mulhousienne connue sous le nom de M2A.
Eschentzwiller est également à moins de 30 km de la frontière suisse et donc de la ville de Bâle. L'aéroport international de Bâle-Mulhouse-Fribourg se situe à une vingtaine de kilomètres.
Ce village alsacien a une altitude comprise entre 270 m et 347 m sur une colline.
Eschentzwiller est souvent considérée comme l'entrée sud-est du Pays de Mulhouse.
|          | Zimmersheim    |          |
| Bruebach | Eschentzwiller | Habsheim |
| Landser  | Dietwiller     |          |

### Hydrographie

#### Réseau hydrographique
La commune est dans le bassin versant du Rhin au sein du bassin Rhin-Meuse. Elle est drainée par le ruisseau de Muhlbach de Habsheim,.

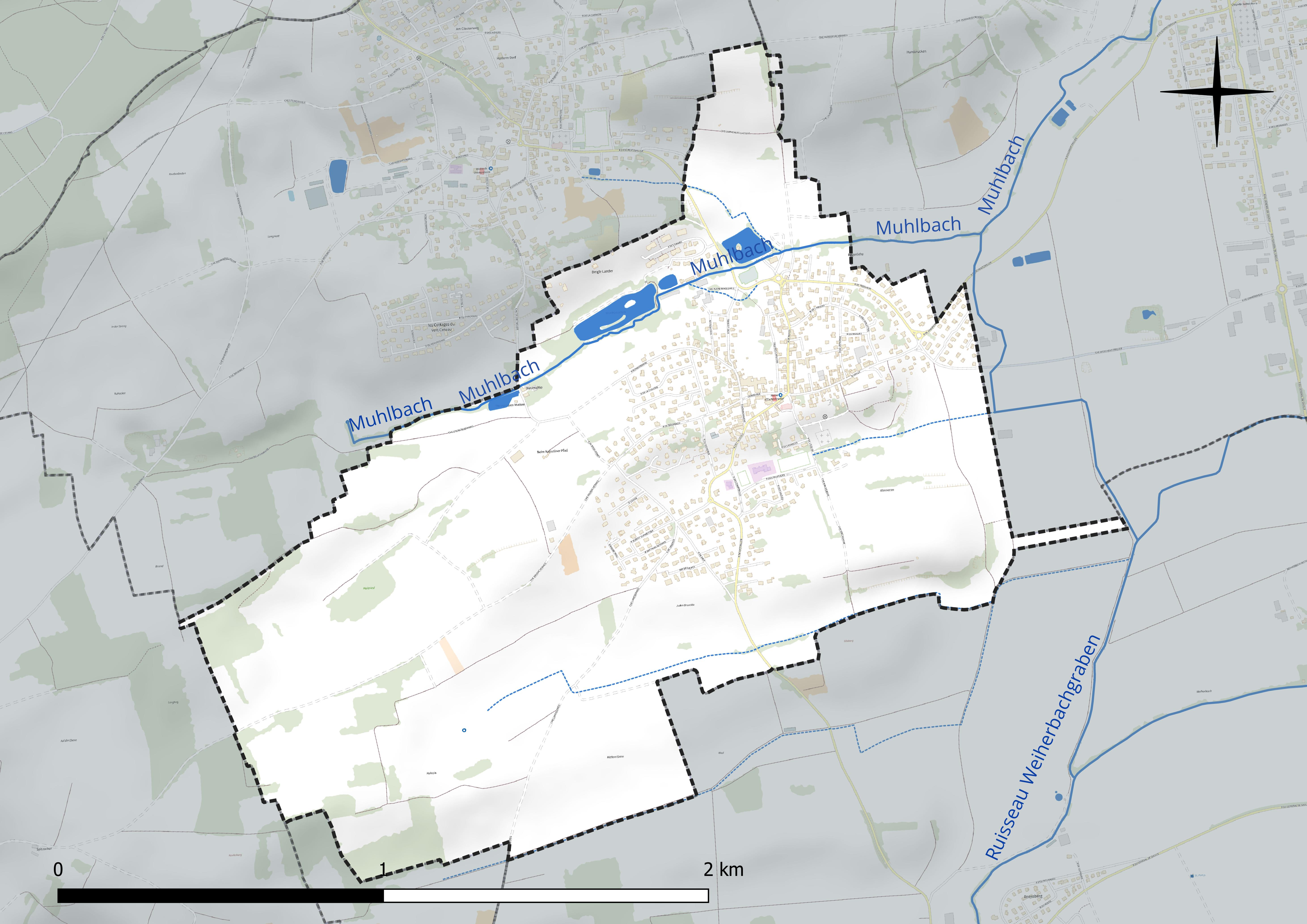
Réseau hydrographique d'Eschentzwiller.

#### Gestion et qualité des eaux
Le territoire communal est couvert par le schéma d'aménagement et de gestion des eaux (SAGE) « Ill Nappe Rhin ». Ce document de planification concerne la nappe phréatique rhénane, les cours d'eau de la plaine d'Alsace et du piémont oriental du Sundgau, les canaux situés entre l'Ill et le Rhin et les zones humides de la plaine d'Alsace. Le périmètre s’étend sur 3 596 km2. Il a été approuvé le 17 janvier 2005. La structure porteuse de l'élaboration et de la mise en œuvre est la région Grand Est. 
La qualité des cours d’eau peut être consultée sur un site dédié géré par les agences de l’eau et l’Agence française pour la biodiversité. 

### Climat
Pour des articles plus généraux, voir Climat du Grand Est et Climat du Haut-Rhin.
En 2010, le climat de la commune est de type climat des marges montargnardes, selon une étude du Centre national de la recherche scientifique s'appuyant sur une série de données couvrant la période 1971-2000. En 2020, Météo-France publie une typologie des climats de la France métropolitaine dans laquelle la commune est exposée à un climat semi-continental et est dans la région climatique  Alsace, caractérisée par une pluviométrie faible, particulièrement en automne et en hiver, un été chaud et bien ensoleillé, une humidité de l’air basse au printemps et en été, des vents faibles et des brouillards fréquents en automne (25 à 30 jours). 
Pour la période 1971-2000, la température annuelle moyenne est de 10,4 °C, avec une amplitude thermique annuelle de 17,6 °C. Le cumul annuel moyen de précipitations est de 666 mm, avec 8,2 jours de précipitations en janvier et 9 jours en juillet. Pour la période 1991-2020, la température moyenne annuelle observée sur la station météorologique de Météo-France la plus proche, « Mulhouse », sur la commune de Mulhouse à 6 km à vol d'oiseau, est de 11,1 °C et le cumul annuel moyen de précipitations est de 747,6 mm. 
La température maximale relevée sur cette station est de 39,4 °C, atteinte le 13 août 2003 ; la température minimale est de −21,5 °C, atteinte le 10 février 1956,,. 
Les paramètres climatiques de la commune ont été estimés pour le milieu du siècle (2041-2070) selon différents scénarios d'émission de gaz à effet de serre à partir des nouvelles projections climatiques de référence DRIAS-2020. Ils sont consultables sur un site dédié publié par Météo-France en novembre 2022.

## Urbanisme

### Typologie
Au 1er janvier 2024, Eschentzwiller est catégorisée ceinture urbaine, selon la nouvelle grille communale de densité à sept niveaux définie par l'Insee en 2022.
Elle appartient à l'unité urbaine d'Eschentzwiller, une agglomération intra-départementale regroupant deux  communes, dont elle est ville-centre,,. Par ailleurs la commune fait partie de l'aire d'attraction de Mulhouse, dont elle est une commune de la couronne,. Cette aire, qui regroupe 132 communes, est catégorisée dans les aires de 200 000 à moins de 700 000 habitants,.

## Politique et administration

### Découpage territorial
La commune d'Eschentzwiller est membre de l'intercommunalité Mulhouse Alsace Agglomération, un établissement public de coopération intercommunale (EPCI) à fiscalité propre créé le 15 juin 2016 dont le siège est à Mulhouse. Ce dernier est par ailleurs membre d'autres groupements intercommunaux.
Sur le plan administratif, elle est rattachée à l'arrondissement de Mulhouse, à la circonscription administrative de l'État du Haut-Rhin, en tant que circonscription administrative de l'État, et à la région Grand Est. 
Sur le plan électoral, elle dépendait jusqu'en 2020 du  canton de Brunstatt-Didenheim pour l'élection des conseillers départementaux au sein du conseil départemental du Haut-Rhin. Depuis le 1er janvier 2021, elle dépend du même canton pour l'élection des conseillers d'Alsace au sein de la collectivité européenne d'Alsace.

### Chronologie des maires
| Période                                  | Période                   | Identité                                      | Étiquette | Qualité           |
| ---------------------------------------- | ------------------------- | --------------------------------------------- | --------- | ----------------- |
| mars 1993                                | 2001                      | Bernard Beltz                                 | DVD       |                   |
| mars 2001                                | 2014                      | Édouard Feigel                                |           | Chef d'entreprise |
| mars 2014                                | En cours (au 31 mai 2020) | Gilbert Iffrig Réélu pour le mandat 2020-2026 |           |                   |
| Les données manquantes sont à compléter. |                           |                                               |           |                   |

## Démographie
L'évolution du nombre d'habitants est connue à travers les recensements de la population effectués dans la commune depuis 1793. Pour les communes de moins de 10 000 habitants, une enquête de recensement portant sur toute la population est réalisée tous les cinq ans, les populations de référence des années intermédiaires étant quant à elles estimées par interpolation ou extrapolation. Pour la commune, le premier recensement exhaustif entrant dans le cadre du nouveau dispositif a été réalisé en 2007.

En 2022, la commune comptait 1 510 habitants, en évolution de +1,41 % par rapport à 2016 (Haut-Rhin : +0,66 %, France hors Mayotte : +2,11 %).
| 1793 | 1800 | 1806 | 1821 | 1831 | 1836 | 1841 | 1846 | 1851 |
| ---- | ---- | ---- | ---- | ---- | ---- | ---- | ---- | ---- |
| 809  | 500  | 811  | 805  | 927  | 961  | 978  | 935  | 964  |

| 1856 | 1861 | 1866 | 1871 | 1875 | 1880 | 1885 | 1890 | 1895 |
| ---- | ---- | ---- | ---- | ---- | ---- | ---- | ---- | ---- |
| 934  | 955  | 980  | 928  | 859  | 821  | 798  | 747  | 725  |

| 1900 | 1905 | 1910 | 1921 | 1926 | 1931 | 1936 | 1946 | 1954 |
| ---- | ---- | ---- | ---- | ---- | ---- | ---- | ---- | ---- |
| 726  | 745  | 704  | 639  | 592  | 624  | 606  | 568  | 547  |

| 1962 | 1968 | 1975 | 1982  | 1990  | 1999  | 2006  | 2007  | 2012  |
| ---- | ---- | ---- | ----- | ----- | ----- | ----- | ----- | ----- |
| 593  | 617  | 805  | 1 026 | 1 116 | 1 244 | 1 375 | 1 394 | 1 499 |

| 2017  | 2022  | - | - | - | - | - | - | - |
| ----- | ----- | - | - | - | - | - | - | - |
| 1 473 | 1 510 | - | - | - | - | - | - | - |

## Économie
La commune vit en partie d'exploitations agricoles dans les environs, incluant des fruits (pommes, poires, cerises, prunes et noix) et des légumes (poireaux, pommes de terre, oignons). La culture du blé et du maïs est largement prépondérante dans ce secteur. Une forte proportion des habitants travaille également dans les centres urbains voisins, ainsi qu'en Suisse et en Allemagne.
Eschentzwiller est tombée, à l'instar de nombreux autres villages frontaliers, sous l'emprise de constructions routières et immobilières continuelles depuis la fin des années 1990.

## Culture locale et patrimoine

### Lieux et monuments

L'église Saints-Pierre-et-Paul.

- Église Saints-Pierre-et-Paul : elle fut construite en 1495 et contient un orgue Silbermann de 1738[23].
- L'étang communal, appelé également l'étang du Vieux Moulin.
- La salle polyvalente se trouvant au bord de l'étang communal au pied de la colline. Elle fut inaugurée le 27 octobre 2007.
- Écurie privée Roellinger à côté du domaine du vieux moulin.

### Personnalités liées à la commune
- Jean Xavier Knopff, homme politique né le 22 septembre 1755 à Eschentzwiller (Haut-Rhin) et décédé le 30 juin 1835 à Eschentzwiller.
- Alexandre Moll (1767-1841), député (1815-1822) et maire de Mulhouse (1816-1819) sous la Restauration.
- Joseph Klifa (1931-2009) fut maire de Mulhouse (1981-1989) et président du FC Mulhouse, on lui doit entre autres la patinoire de l'Illberg et la piétonnisation de la rue du Sauvage, grande rue commerciale à Mulhouse.
- René-Nicolas Ehni (1935-2022), écrivain et dramaturge.
- Sabine Wespieser, éditrice, née à Eschentzwiller en 1961.
- Tristan Vuano, photographe aérien né en 1991.

### Héraldique
| Blason d'Eschentzwiller | Les armes d'Eschentzwiller se blasonnent ainsi : « D'argent à deux clés de sinople posées en sautoir, les pannetons tournés à l'extérieur vers le chef. » |